# José de Azlor y Virto de Vera
José de Azlor y Virto de Vera II marchese di San Miguel de Aguayo per matrimonio, comunemente noto come il Marchese de Aguayo (1677 circa – 9 marzo 1734) è stato un militare e politico spagnolo, governatore delle province di Coahuila e delle Nuove Filippine nella Nuova Spagna tra il 1719 e il 1722.
Durante il suo mandato, riprese il Texas orientale alla Nuova Francia senza sparare un colpo. Ristabilì sette missioni e tre presidi, e quadruplicò il numero di soldati spagnoli di stanza in Texas. Aguayo e sua moglie erano anche proprietari di una grandissima proprietà, o latifondo, a Coahuila. I suoi discendenti ereditarono e ampliarono le proprietà terriere. La dinastia Aguayo continuò fino al 1825.

## Biografia

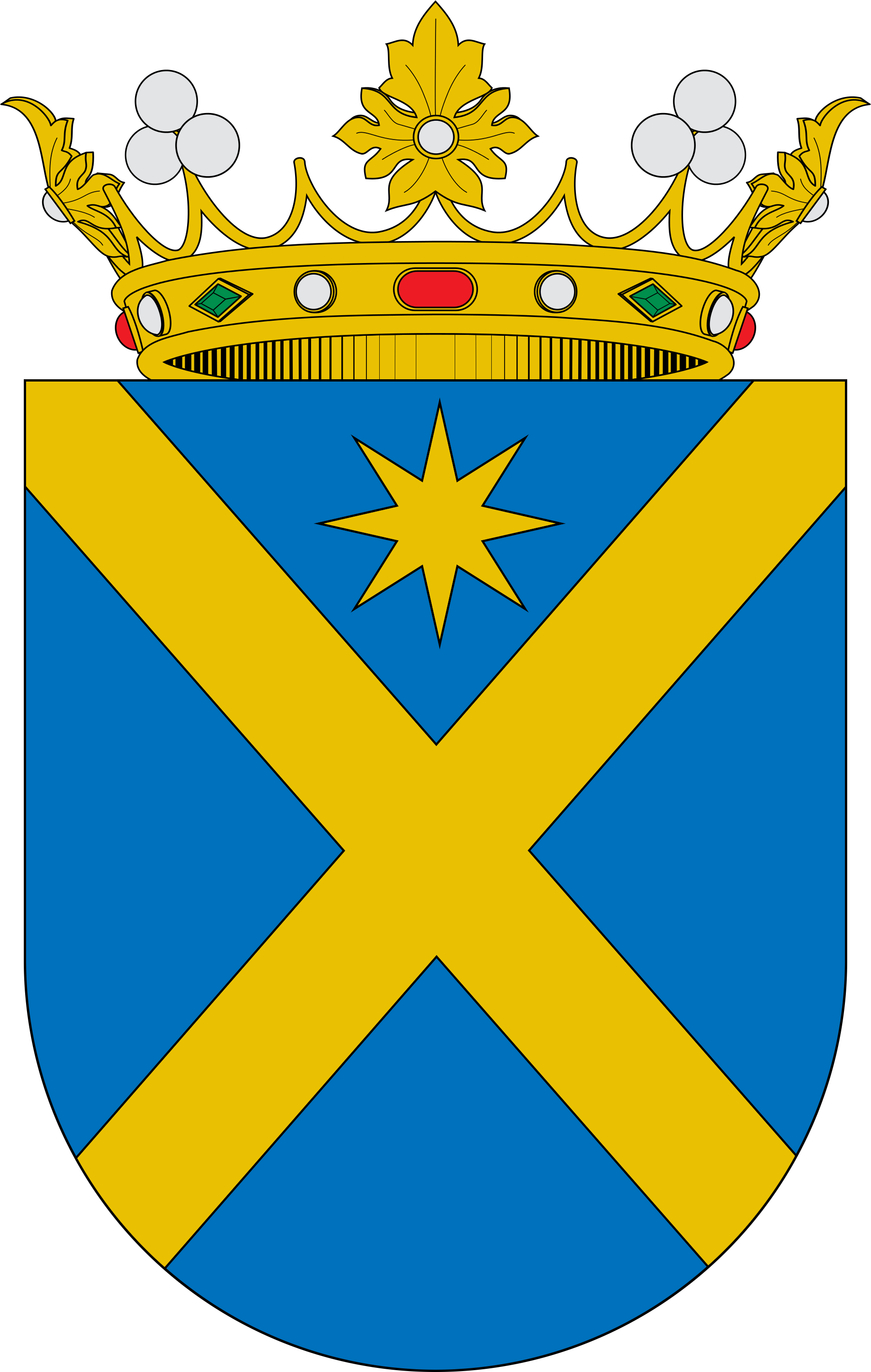
Stemma dei Marchesi di Aguayo

Aguayo discendeva da una nobile famiglia spagnola di Aragona. Sposò Ignacia Javiera de Echeverz y Subiza (1673-1733), erede del primo marchese di Aguayo, e per matrimonio divenne il secondo marchese di San Miguel de Aguayo alla morte del suocero nel 1699. Nel 1712 la coppia si trasferì dalla Spagna a Coahuila per gestire la terra ereditata che era uno dei più grandi latifondi di tutte le Americhe. La coppia stabilì il proprio quartier generale a San Francisco de los Patos (dal 1892 chiamato General Cepeda). Aguayo espanse le proprietà terriere della famiglia e ottenne il controllo di molte delle scarse fonti d'acqua nel deserto di Chihuahua a Coahuila. Ottenne la proprietà delle fonti d'acqua nei pressi del villaggio di Parras de la Fuente, e vendette l'acqua ai contadini della zona. Parras era importante per i suoi vigneti irrigati e la grande produzione di vino e brandy. La prima azienda vinicola nelle Americhe venne realizzata a Parras.

## Governatorato

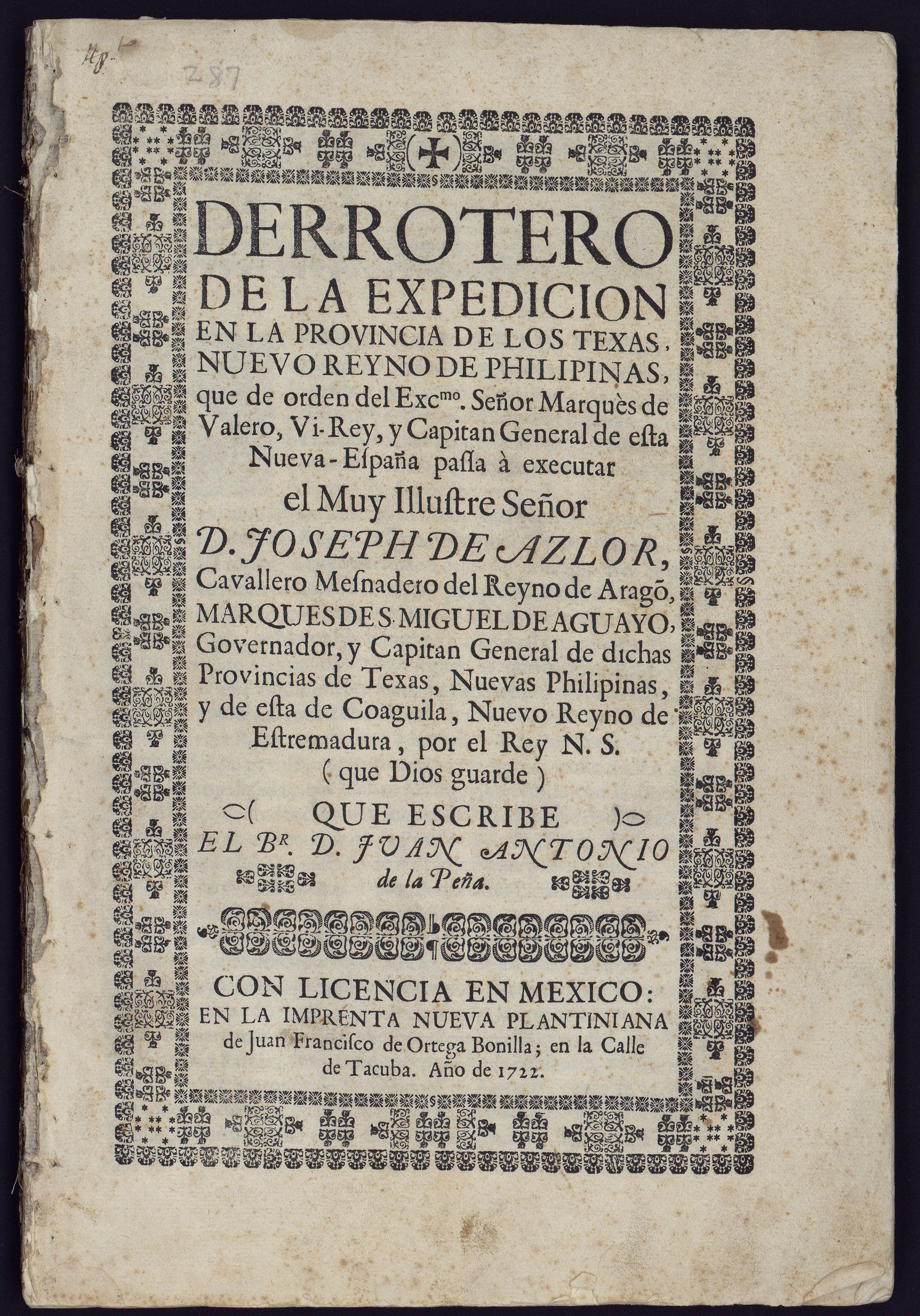
Juan Antonio de la Peña fece un resoconto della spedizione del marchese de Aguayo, 1720-1722, nella "Terra dei texani" nel "Nuevo Reyno de Philipinas"

Durante la Guerra della Quadruplice Alleanza, Regno Unito e Francia, che si erano schierate insieme contro la Spagna, tentarono di impadronirsi degli interessi spagnoli in Nord America. Nel giugno 1719, sette francesi di Natchitoches, Louisiana, presero il controllo della missione del Texas orientale di San Miguel de los Adaes dal suo unico difensore, che non sapeva che i paesi erano in guerra. I soldati francesi dissero che stavano arrivando altri 100 soldati e i coloni spagnoli, i missionari e i soldati rimasti abbandonarono l'area e fuggirono a San Antonio.
Quell'anno, Aguayo fu nominato governatore delle province di Coahuila e Texas spagnolo. Si era offerto volontario per finanziare la riconquista del Texas e aveva raccolto un esercito di 500 soldati. Tuttavia la sua partenza venne ritardata di un anno poiché dovette affrontare problemi con gli indiani a Coahuila e una devastante siccità che sterminò oltre l'80% dei cavalli che aveva acquistato per la spedizione. La siccità terminò con piogge torrenziali, che resero impossibile il viaggio fino alla fine del 1720. Poco prima della sua partenza, i combattimenti in Europa si fermarono e Filippo V ordinò ad Aguayo di non invadere la Louisiana francese, ma di trovare un modo per riconquistare il Texas spagnolo orientale senza usare la forza.
La spedizione portò con sé più di 2800 cavalli, 6400 pecore e molte capre; ciò costituiva il primo gregge di "bestiame" in Texas. Venne così notevolmente aumentato il numero di animali domestici nella regione, e segnò l'inizio del ranching spagnolo in Texas.
Nel luglio 1721, mentre si avvicinava al fiume Neches, la spedizione di Aguayo incontrò Louis Juchereau de Saint-Denis, comandante delle forze francesi nell'area, che stava conducendo un raid con l'obiettivo di prendere il controllo della missione spagnola a San Antonio de Bexar.  Rendendosi conto di essere gravemente in inferiorità numerica, St. Denis accettò di abbandonare il Texas messicano orientale e tornare in Louisiana. Aguayo ordinò la costruzione di un nuovo forte spagnolo, Nuestra Señora del Pilar de los Adaes, situato vicino all'attuale Robeline, a soli 19 km dall'insediamento francese di Natchitoches. Il nuovo forte divenne la prima capitale del Texas spagnolo; era sorvegliato da 6 cannoni e 100 soldati.

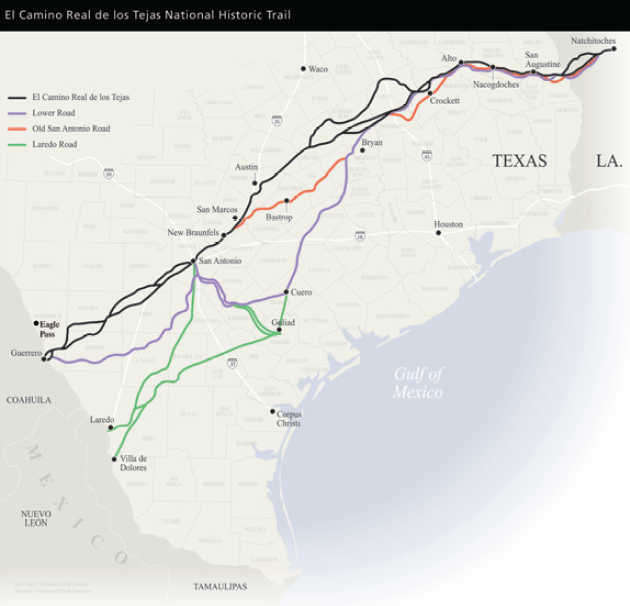
Rotte spagnole attraverso la Nuova Spagna settentrionale. Notare che la mappa su cui è sovrapposto il percorso è anacronistica: la provincia delle Nuove Filippine era a nord del fiume Nueces, vicino a Corpus Christi; il confine con la Louisiana era 72 km più a est, al Rio Hondo.

Vennero riaperte le sei missioni del Texas spagnolo e il Presidio Dolores, ora noto come Presidio de los Tejas, venne spostato dal fiume Neches in un sito vicino alla missione Purísima Concepción vicino al fiume Angelina. Gli spagnoli costruirono poi un altro forte, Presidio Nuestra Señora de Loreto de la Bahía, noto come La Bahía, sul sito dell'ex Fort Saint Louis francese. Nelle vicinanze stabilirono una missione, Espíritu Santo de Zúñiga (nota anche come La Bahía), per gli indiani Coco, Karankawa e Cujane. Novanta uomini furono lasciati a presidio della guarnigione.
Il 13 giugno 1722, tornato a Città del Messico dalla spedizione, si dimise dal governatorato di Coahuila e Texas. All'inizio della sua spedizione, il Texas era costituito solo da San Antonio e circa 60 soldati; alle sue dimissioni la provincia era cresciuta fino a consistere di 4 presidi, oltre 250 soldati, 10 missioni, e la cittadina civile di San Antonio. La spedizione di Aguayo rafforzò la pretesa spagnola sul Texas che i francesi non contesero mai più.

## Morte ed eredità
Nel 1724, Aguayo fu onorato dal re spagnolo con una promozione a Feldmaresciallo e morì il 9 marzo 1734. La figlia di Aguayo, la marchesa di Aguayo, si sposò con un'altra grande famiglia di proprietari terrieri nel 1735 e ottenne il titolo su altre terre. Nel 1760 le proprietà erano costituite da 5944278 ettari di terra e le greggi di pecore vennero stimate in più di 200.000 capi. Il loro quartier generale a Patos aveva una popolazione di 1.200 abitanti. Gli stessi Aguayos erano proprietari terrieri assenti, che vivevano a Città del Messico come molti grandi proprietari terrieri con proprietà nell'entroterra messicano.
La cattiva gestione e i rischi di allevare bestiame in una regione soggetta a siccità spinsero la famiglia Aguayo a vendere gran parte delle loro proprietà a investitori inglesi nel 1825. La famiglia Sánchez Navarro acquistò l'intera tenuta di Aguayo nel 1840 e divenne così il più grande proprietario terriero di tutte le Americhe.